# Karl Heinrich Lang
Decano Karl Heinrich Lang ( 1800 - 1843 ) fue un profesor, botánico alemán.

## Honores

### Epónimos
Géneros
- (Amaranthaceae) Langia Endl.[1]

Especies
- (Aceraceae) Acer langii Simonk.[2]
- (Asclepiadaceae) Caralluma langii A.C.White & B.Sloane[3]
- (Asteraceae) Berkheyopsis langii Bremek. & Oberm.[4]
- (Capparaceae) Ritchiea langii Oberm.[5]
- (Caryophyllaceae) Alsine langii G.Reuss[6]
- (Cyperaceae) Carex langii Steud.[7]
- (Elaeocarpaceae) Echinocarpus langii F.Muell.[8]
- (Hyacinthaceae) Urginea langii Bremek.[9]
- (Juncaceae) Juncus langii Erdner[10]
- (Lamiaceae) Mentha langii Geiger ex T.Nees[11]
- (Myrtaceae) Eucalyptus langii Maiden & Blakely[12]
- (Scrophulariaceae) Veronica langii Sandor ex J.Keller[13]

- La abreviatura «K.H.Lang» se emplea para indicar a Karl Heinrich Lang como autoridad en la descripción y clasificación científica de los vegetales.[14]